# Сал-Юрт
Сал-Юрт — бывшее ауховское селение в Казбековском районе Дагестана. Ныне микрорайон Калининаула.
Село было сожжено, а жители разбежались по соседним сёлам.
Какое то время в Сал-Юрте жил Солтан-Мут.

## География
Селение располагалось в верховьях реки Саласу, к югу от города Хасавюрт, Между Калининаулом и Дылымом.

## История
Основателями села является тайп Салой, название Сала-Юрт, переводится как «село Салой».